# Weishahe (köpinghuvudort i Kina, Jilin Sheng, lat 41,74, long 126,75)
Weishahe är en köpinghuvudort i Kina. Den ligger i provinsen Jilin, i den nordöstra delen av landet, omkring 270 kilometer sydost om provinshuvudstaden Changchun. Antalet invånare är 3 536. Befolkningen består av 1 689 kvinnor och 1 847 män. Barn under 15 år utgör 9,0 %, vuxna 15-64 år 78 %, och äldre över 65 år 12,0 %.
Runt Weishahe är det ganska tätbefolkat, med 80 invånare per kvadratkilometer. Närmaste större samhälle är Linjiang, 15,3 km nordost om Weishahe. I omgivningarna runt Weishahe växer i huvudsak blandskog.
Genomsnittlig årsnederbörd är 1 081 millimeter. Den regnigaste månaden är juli, med i genomsnitt 326 mm nederbörd, och den torraste är januari, med 11 mm nederbörd.